# 大農
大農（だいのう）は、古代中国で農政をつかさどった官職または官庁である。前漢では大農令の下にある官庁をいい、後漢末から唐までは諸侯王の重臣の一人であった。

## 前漢
前漢には、景帝中6年（紀元前144年）または景帝後元年（紀元前143年）に大農令という官職がおかれた。大農令を長官にいただく官庁を大農といった。紀元前104年に大農令が大司農と改称され、官庁も大司農と呼ばれるようになったため、なくなった。

## 後漢末・三国の魏と呉
後漢末に実権を握った曹操は、魏公に封じられた建安18年（213年）に大農を置いた。中央の大司農に対応する魏国の官職である。黄初元年（220年）10月に後漢に禅譲された魏は、同年11月に大農を大司農に改めた。
三国時代の呉にも大農があった。

## 晋と南北朝
西晋では、皇帝に仕える大司農に対し、諸侯王に仕える官職として大農を置いた。郎中令、中尉とあわせて三卿といった。
南北朝時代の東晋では王・公の国に大農をつけ、侯の国では省いた。
続く南斉でも、諸侯王に仕える三卿に大農がいた。梁、陳も同じである。

## 隋
隋も諸侯王に仕える官職として大農を置いた。大農はつまみが環になった銅印（銅印環鈕）を用い、青い飾り紐（綬）を通した。

## 唐
唐では、親王国の官職に大農があった。

## 大農の人物
- 呉 (三国) - 劉基[5]
- 西晋
  - 淮南国 - 袁甫[12]。